# 湖北四极虫
湖北四极虫（学名：Chloromyxum hupehensis）为四极虫科四极虫属的动物。在中国，分布于湖北、浙江、四川、云南等，营寄生生活，寄生在麦穗鱼、棒花鱼、中华鰟鮍、银𩹥鱼、黄沙鳅、银白鱼、青梢红鲌的胆囊。
其种加词“hupehensis”意为“湖北的”。